# Minerální pramen Tereza
Minerální pramen Tereza vyvěrá v místě bývalého rašeliniště v Podčeskoleské pahorkatině pod jihozápadními svahy Slavkovského lesa v Lázních Kynžvart v okrese Cheb. Nachází se při silnici Valy – Lázně Kynžvart na okraji lesíka u nově vybudované polní cesty. Její staré pojmenování „Devátá“ pochází ze seznamu kyselek na kynžvartském panství, které uveřejnil prof. Steinmann v roce 1818. Tam je jako devátá v pořadí uváděna Nová kyselka (Neue Säuerling), ale na čtvrtém místě byl i Nový pramen, (Neue Quelle), který pramenil přímo v lázních. Pravděpodobně proto, aby nedocházelo k záměnám, byl tento pramen označován jako ten devátý – neun.

## Historie
Kyselku zachytila správa panství Metternichů do zděné jímky a z místa vývěru byla vedena do stáčírny pramene Richard u nádraží, kde byla před první světovou válkou krátce stáčena.
V padesátých letech 20. století byl pramen a jeho okolí ještě zřetelné, nicméně již se konstatuje, že přívodní potrubí do plnírny je v dezolátním stavu. Od této doby pramen upadl v zapomnění a celý jímací objekt byl postupně zasypán svahovými sedimenty a to včetně vlastní zděné šachtice. Pokusy o obnovení pramene probíhaly postupně od roku 2000, kdy byla vždy dobrovolníky, kteří o minerální prameny v okolí Mariánských Lázní pečují, vyčištěna odtoková stružka pramen. Tento stav byl ale dlouhodobě nevyhovující.
V roce 2011–2012 byl postupně vyčištěn celý vývěr a instalován přepad minerální vody, který byl umístěn mimo vlastní šachtici do velkého kmene ozdobeného řezbou dívky. Při slavnostním požehnání pramene 26. dubna roku 2014 byl pramen přejmenován na Pramen Tereza podle vnučky místního zemědělce, který pramen na svém pozemku zpřístupnil. Od té doby se stal vyhledávaným místem pro obyvatele z širého okolí, kteří sem jezdí pro lahodnou, jemně perlivou občerstvující vodu, vhodnou k běžnému každodennímu pití. Svým obsahem minerálních látek se blíží nedalekému prameni Richard.

## Fotogalerie

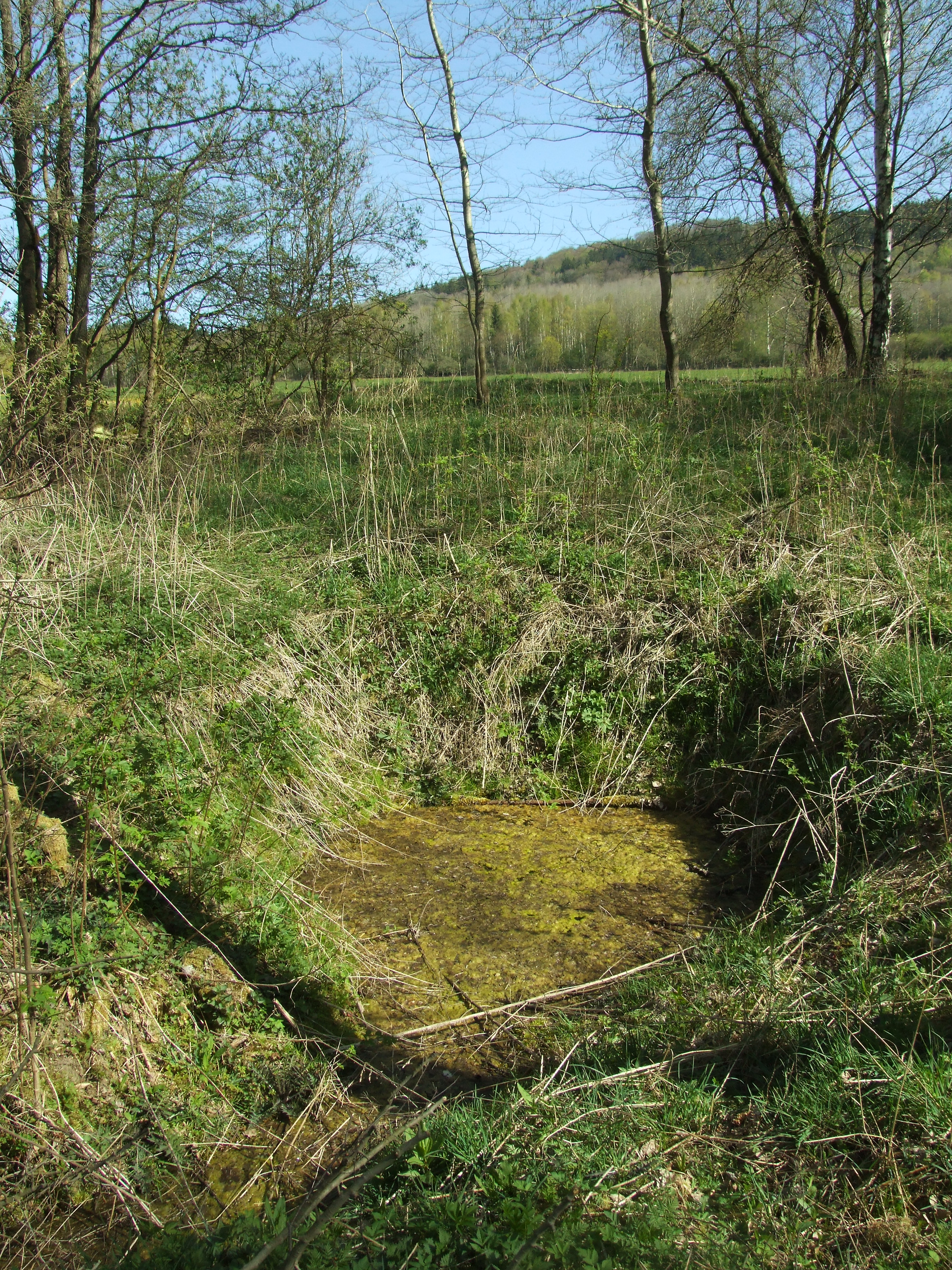
Stav pramene Tereza v roce 2007
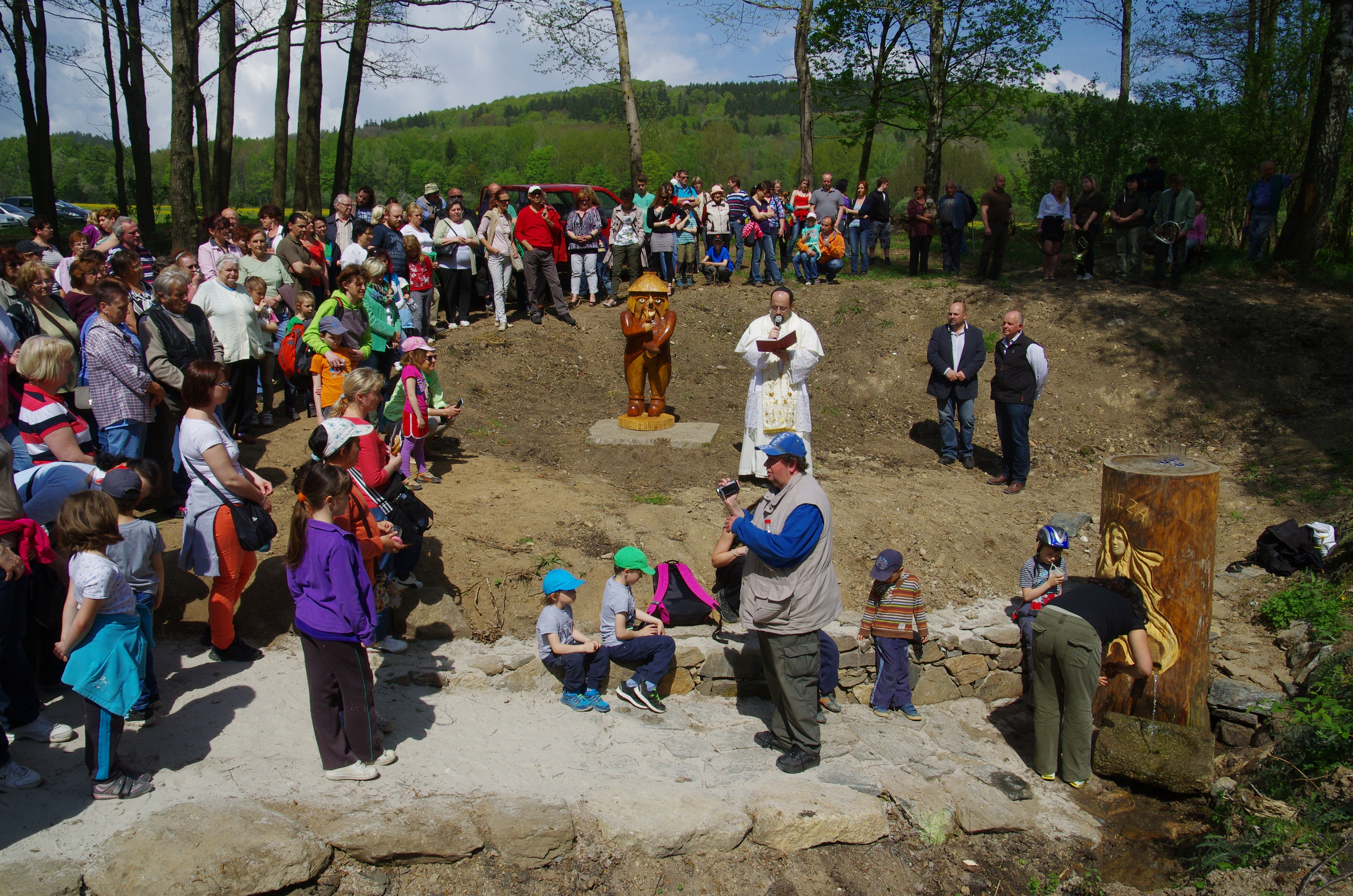
Slavnostní žehnání pramene Tereza v dubnu 2014
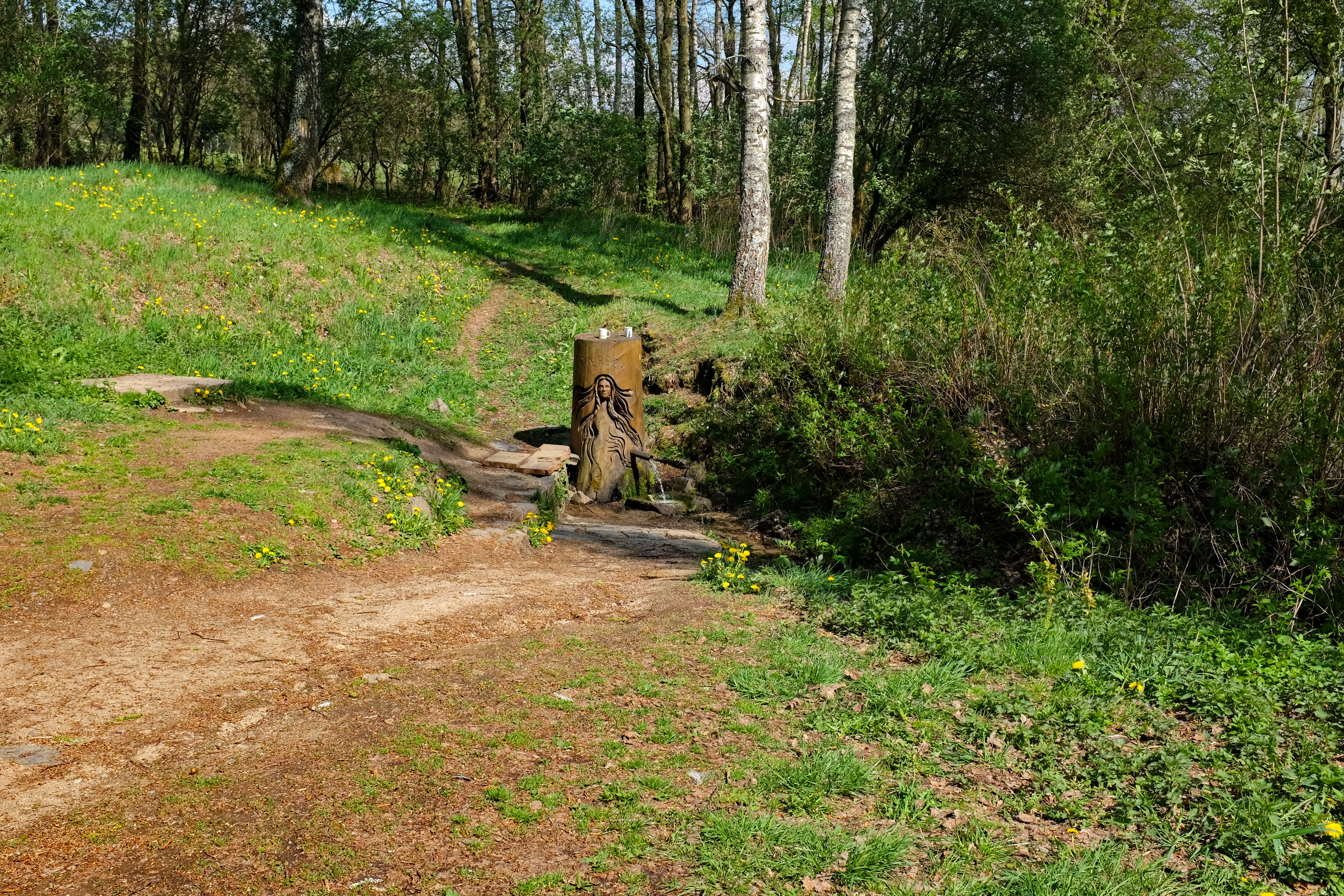
Upravené okolí pramene v dubnu 2019